# Дисконт (банк)
Банк Дисконт (ивр. בנק דיסקונט לישראל בע"מ‎) — один из трех крупнейших банков Израиля.

## История
Банк был основан 5 апреля 1935 года как Палестинский учётный банк (англ. Eretz Yisrael Discount Bank/Palestine Discount Bank) Леоном Реканати, новым иммигрантом из Греции, который был главой еврейской общины города Салоники, и его партнерами Йосефом Альбо и Моше Карассо. Это были годы экономического бума в Израиле, достигшего пика в 1934 году с началом Пятой алии, которая принесла с собой в Израиль большое количество денежных средств, в результате чего число банков в стране возросло до шестидесяти.
В 1936 году экономическая ситуация в Палестине ухудшилась, а спустя три года наступило дальнейшее ухудшение из-за начала Второй мировой войны. Тем не менее, прибыли Банка Дисконт возросли, а собственный капитал вырос с 60 тысяч фунтов стерлингов в день основания до 170 тысяч во второй год работы. Банк стал популярен за счёт предоставления ссуд на удобных условиях в период, когда мандатные власти ввели жёсткие ограничения на снятие денег с банковских счетов, опасаясь экономического коллапса. В 1944 году Банк Дисконт приобрёл Хайфский Торговый банк, а через несколько лет и палестинские активы Палестино-Османского банка, Банка Барклай и Голландского банка. Основатель банка Леон Реканати умер в 1945 году, и его доля в банке перешла детям: Даниэль Реканати управлял банком до 1981 года, а его брат Рафаэль, который управлял нью-йоркским филиалом с момента его основания, возглавлял всю экономическую группу до 1986 года. В начале 50-х годов Банк Дисконт открыл отделения в Европе и начал инвестиции в израильские фирмы через приобретённую для этих целей «Израильскую финансово-инвестиционную компанию».
В 1950-е годы Банк Дисконт стал вторым по величине банком в Израиле благодаря массовому открытию новых отделений по всему Израилю и продлению часов работы в удобное для клиентов вечернее время. Банк Дисконт первым в Израиле начал компьютеризацию операций, за что в 1964 году был удостоен Премии Каплана. В этот же период банк начал предлагать клиентам кредитные карты франшизы Diners Club International. Он был также первым банком, который выпустил свои акции в открытую продажу. Кроме того, он основал Инвестиционную корпорацию Дисконт, вкладывавшую деньги в промышленность (Элрон, Scitex, ИСКАР, Elbit).